# قلعه ریکان
قلعه ریکان (به ژاپنی: 利神城, Rikan jō) یک قلعه ژاپنی در دوره موروماچی بود که در ولایت هاریما، شهرستان سایو، هیوگو امروزه در استان هیوگو، ژاپن قرار داشت.
در طی حمله هاشیبا هیده‌یوشی به چوگوکو صاحب این قلعه بشو سادامیچی تمایل به تسلیم داشت اما به علت بیماری برادر کوچکترش، بشو شیگه‌هارو جانشین وی و صاحب قلعه شد. وی به تابعیت ارباب بزرگ منطقه صاحب قلعه میکی، بشو ناگاهارو تصمیم گرفت در برابر سپاه هیده‌یوشی مقاومت کند. در سال ۱۵۷۸ ارباب قلعه کوزوکی، آماگو کاتسوهیسا و یاماناکا یوکیموری که از اودا نوبوناگا تبعیت می‌کردند به این قلعه حمله کردند و قلعه سقوط کرد. همان سال خاندان موری به قلعه کوزوکی حمله کرد و سقوط کرد در نتیجه این قلعه نیز که تابع قلعه کوزوکی بود نیز به دست خاندان موری افتاد و اوکیتا نائوایه صاحب جدید این قلعه تا سال ۱۶۰۰ میلادی شد. سپس خاندان اوکیتا به تابعیت از خاندان تویوتومی درآمد و در نبرد سکیگاهارا همراه با این خاندان جنگید. پس از شکست املاک این خاندان توسط شوگون‌سالاری توکوگاوا مصادره شد.